# Staurotypus
Staurotypus es un género de la familia Kinosternidae de tortugas acuáticas, tiene dos especies reconocidas en México y en América Central.

## Especies
- Staurotypus salvinii Gray, 1864
- Staurotypus triporcatus (Wiegmann, 1828)

## Distribución geográfica
S. salvinii se encuentra en México (en los estados de Oaxaca y Chiapas), Guatemala, El Salvador, y Belice. S. triporcatus se encuentra en México (en los estados de Veracruz, Tabasco, Chiapas, Yucatán, y Campeche), Belice, Guatemala y Honduras.

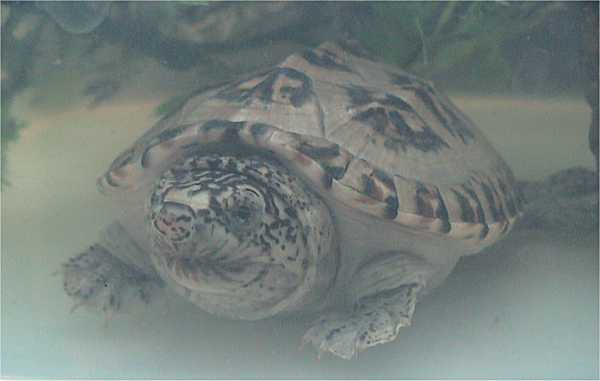
Staurotypus triporcatus

## Descripción
Por lo general son mucho más grandes que otras especies de tortuga de pantano, el tamaño puede alcanzar hasta 36 cm (14 pulgadas) de longitud de caparazón, siendo los machos mucho más pequeños que las hembras. Por lo general son de color café, negro, o verde, con un amarillo inferior. Su caparazón se distingue por tener tres quillas distintas.

## Alimentación
Son carnívoras, comen diferentes tipos de invertebrados, peces y carroña.